# Utair
Utair (anteriormente conocida como UTair) es una aerolínea rusa con sede en Janti-Mansisk. Opera regularmente vuelos nacionales e internacionales, ofreciendo servicios tanto de pasajeros como de carga, servicios de helicópteros desde Surgut y una gran red de vuelos chárter. Utair también colabora algunas veces con Naciones Unidas en misiones humanitarias.

## Historia

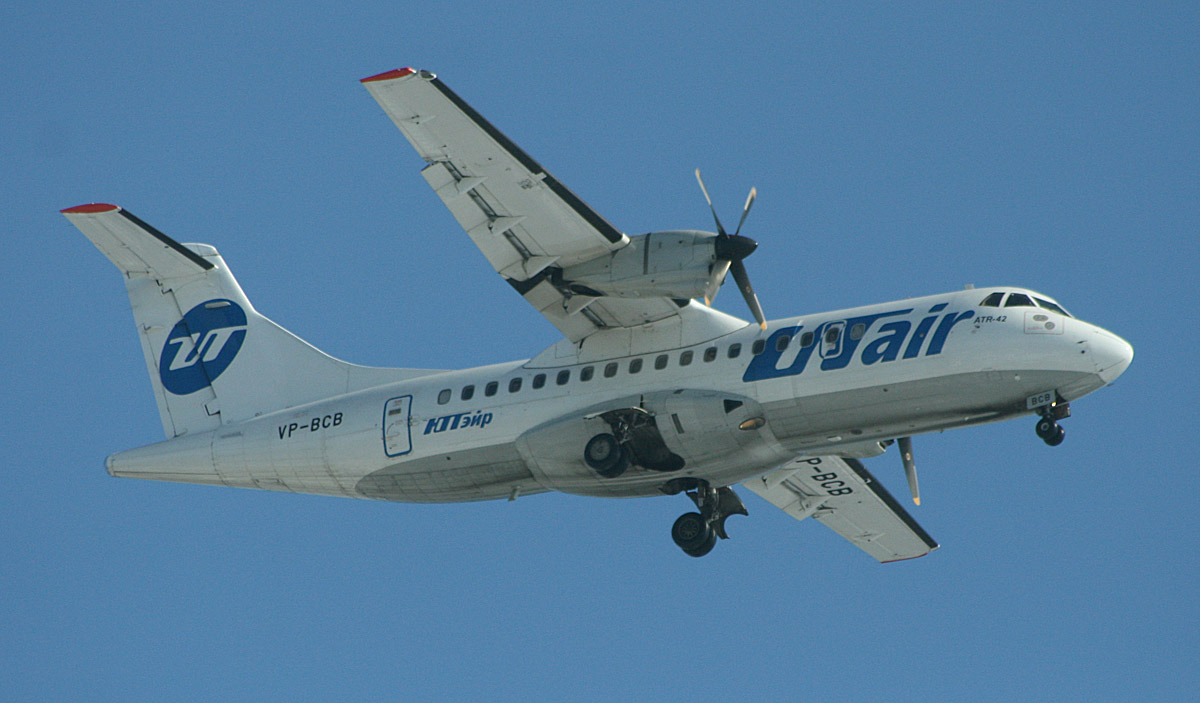
Un ATR-42 de la compañía.

En 1967, la Dirección de Tyumen de Aeroflot se creó para satisfacer las necesidades de transporte de los trabajadores en los múltiples campos petrolíferos y de gas que se habían encontrado en Siberia. En el caos de la división de Aeroflot luego de la caída de la Unión Soviética, fue creada Tyumen Avia Trans Airlines (TAT) para sustituir a la Dirección de Aeroflot de Tyumen en el año 1991. TAT adoptó el nombre de UTair Aviation a finales de 2003. La aerolínea es propiedad del Gobierno de la región de Janti-Mansisk (23%), el Gobierno de la ciudad de Surgut (19%), accionistas rusos y otras compañías (33%), la Federación Rusa (2%) e inversores privados (20%).

## Subsidiarias
UTair Aviation tiene varias subsidiarias alrededor del mundo, así como también es propietaria de algunos aeropuertos.
- Air Safety Center (80%)

- Aeropuerto de Berezovo (100%)

- Carriage and Services Sales Centre, Ltd (100%)

- Dombass Helicopters (Ucrania) (100%)

- Aeropuerto de Ingrim

- Irtyshaviatrans, Ltd (73%)

- Konda Avia (45%)

- Aeropuerto de Mys Kameny (100%)

- Aeropuerto de Noyabrsk (100%)

- Planta N.º 26 (59%)

- Aeropuerto de Tyumen (100%)

- Aeropuerto de Surgut (26%)

- Aeropuerto de Tazovsk (100%)

- Helicópteros del Sur S.A. (Perú)  (75%)

- Tyumen Avia Thech Snab (100%)

- Aeropuerto de Ust-Kut (77%)

- UT Project Services Pty Ltd (India) (100%)

- UTair-Europa (Europa) (100%)

- UTair Express (100%)

- UTair-Sierra Leona (Sierra Leona) (100%)

- UTair-Sudáfrica (Sudáfrica) (100%)

- UTair-Ucrania (Ucrania) (100%)

- UTair-Finance (100%)

- UTair-Leasing (100%)

- UTair-Technik (100%)

- UTair Cargo Services (100%)

- West-Siberian Air Service Agency (100%)

- ZapSibCatering (100%)

## Flota

### Flota Actual
La flota de UTair Aviation se compone de las siguientes aeronaves (en julio de 2024):

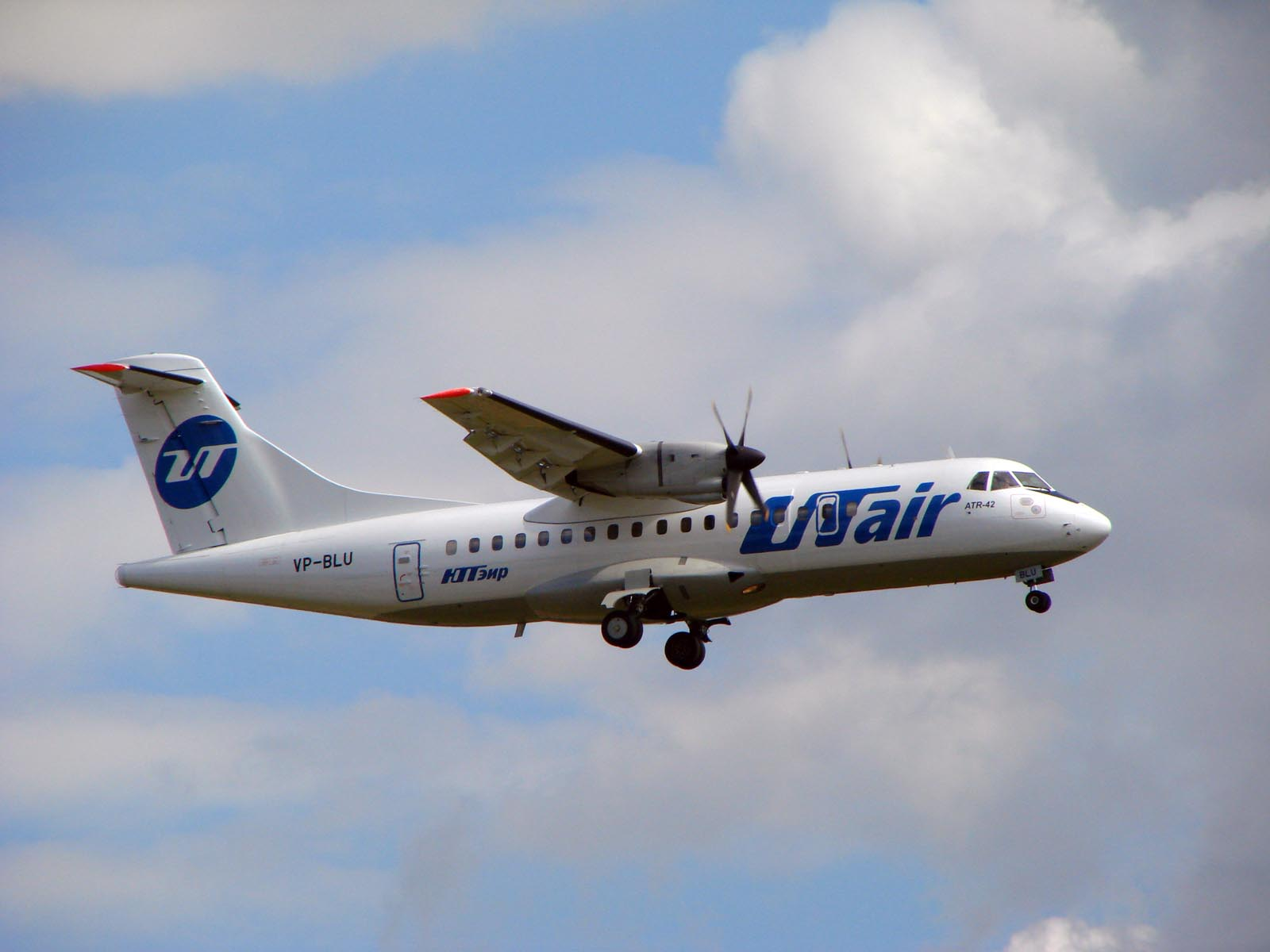
Un ATR 42 de UTair Aviation aterrizando en el Aeropuerto Internacional de Moscú-Vnukovo, Moscú, Rusia. (2008)

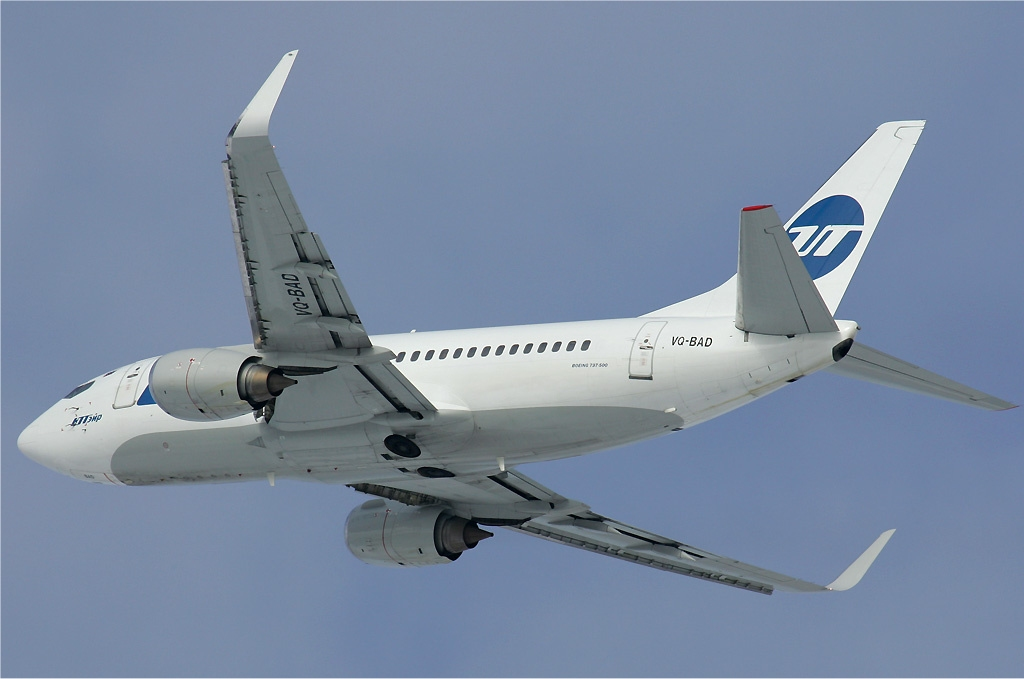
Un Boeing 737-500 de UTair Aviation partiendo del aeropuerto internacional Vnukovo, Moscú, Rusia. (2009)

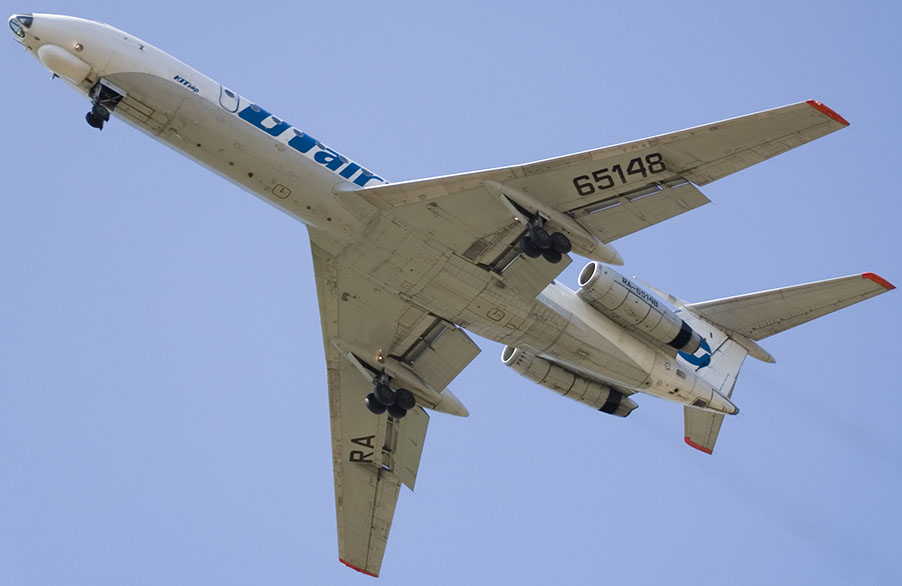
Un Tupolev Tu-134 de UTair Aviation aterrizando en el Aeropuerto Internacional de Samara-Kurúmoch, Samara, Rusia. (2009)

- La clase Business está disponible en los aviones Boeing 737-500 y Boeing 737NG.

Incluidos en las cifras de flota figuran varios helicópteros operados por las filiales de UTair Aviation: UTair Europe, UTair SA y UTair Sierra Leone.
La flota de la Aerolínea posee a julio de 2024 una edad promedio de: 20,5 años.

## Accidentes e incidentes
- El 17 de marzo de 2007, el vuelo de UTair 471, un Tupolev Tu-134, se estrelló cerca del Aeropuerto Internacional de Samara-Kurumoch, muriendo siete personas e hiriéndose 26.
- El 2 de julio de 2008, un helicóptero Mi-8 perteneciente a UTair Helicopters se estrelló en la Región de Yamal, muriendo nueve personas e hiriéndose siete.
- El 16 de enero de 2010, un 737-500 perteneciente a UTair se salió de la pista en el Aeropuerto Internacional de Moscu-Vnukovo. El avión sufrió daños estructurales pero afortunadamente no hubo heridos.
- El 20 de diciembre de 2011, un helicóptero Mil Mi-26T de Utair Helicopters se estrelló en un campo petrolífero en Siberia Occidental; una persona fue asesinada. Utair dejó en tierra todos sus helicópteros Mil Mi-26T luego de este incidente.
- El 2 de abril de 2012, el vuelo 120, un ATR 72-500, se precipitó a tierra poco después de despegar del Aeropuerto Internacional de Tiumén-Roschino, en Tyumen. 31 de las 43 personas a bordo del avión murieron.[12][13]
- El 4 de julio de 2012, un helicóptero operado por Utair para una empresa de petróleo y gas se estrelló en un área remota a unos 4 kilómetros de la pista del Aeropuerto de Lensk, cerca de Lensk. Los restos se encontraron varias horas después, se recuperaron tres cuerpos y se presume que la cuarta persona murió. La causa no se supo de inmediato, pero Utair dejó en tierra todos los aviones en el aeropuerto de Lensk en espera de una investigación sobre la calidad del suministro de combustible en el aeropuerto.
- En abril de 2016, se difundió el video de un trabajador aparentemente despedido que destrozo la cabina de un Yak-40 con una excavadora.
- El 4 de agosto de 2018, un helicóptero Mil Mi-8 de Utair Helicopters, se estrelló a unos 180 km de la ciudad de Igarka, en el territorio de Krasnoyarsk, matando a las 18 personas a bordo.[14]
- El 1 de septiembre de 2018, el vuelo 579 de Utair un Boeing 737-800 con (matrícula VQ-BJI) de Moscú a Sochi se salió de la pista, rompió la cerca del aeropuerto y se generó un incendio que fue controlado, resultando 18 personas heridas.
- El 9 de febrero de 2020, el vuelo 595 de Utair, un Boeing 737-500 con matrícula VQ-BPS, en un vuelo nacional desde el Aeropuerto Internacional de Vnukovo (Moscú), se estrelló en el Aeropuerto de Usinsk, luego de que el tren de aterrizaje colapsara. Los 94 pasajeros y los 6 tripulantes sobrevivieron al accidente.[15]